# Стенхаузмур
Стенхаузму́р (англ. Stenhousemuir) — місто в центрі Шотландії, в області Фолкерк.
Населення міста становить 17 190 осіб (2006).